# Antoņina Ņenaševa
Antonina Nenaševa (ur. 1988) – łotewska nauczycielka i polityczka. Deputowana i wiceprzewodnicząca łotewskiego Sejmu.

## Życiorys
Ņenaševa urodziła się w 1988 roku na Łotwie, ówcześnie na terenie Łotewskiej Socjalistycznej Republiki Radzieckiej.

### Edukacja i kariera zawodowa
Ukończyła rosyjskojęzyczne gimnazjum Rīgas Zolitūdes w Rydze. W 2011 roku zdobyła tytuł bachelora z europeistyki na Baltic International Academy. W 2015 roku ukończyła studia magisterskie z polityki społecznej na London School of Economics.
Pracowała jako nauczycielka w szkole podstawowej w Rydze.

### Działalność polityczna
Swoją karierę polityczną rozpoczęła jako przewodnicząca młodzieżówki Socjaldemokratycznej Partii „Zgoda”. Podczas 9. i 10. kadencji Sejmu była asystentką Aleksejsa Holostovsa, deputowanego z partii Centrum Zgody, sama jednak nie będąc członkinią partii.
W wyborach parlamentarnych na Łotwie w 2018 roku nieskutecznie ubiegała się o mandat z okręgu obejmującego Rygę startując z pierwszego miejsca na liście. Nieskutecznie ubiega się również o mandat członkini Parlamentu Europejskiego w trakcie wyborów w 2019 roku, startując z trzeciego miejsca.
14 września 2019 roku, wspólnie z Edmundsem Cepurītisem, została wybrana współprzewodniczącą partii Postępowi podczas partyjnej konwencji.
Z powodzeniem kandydowała w przedterminowych wyborach do Rady Miasta w Rydze w 2020, uzyskując mandat z ramienia koalicji Dla Rozwoju/Za!.
W wybory prezydenckich w 2023 roku zgłosiła kandydaturę Elīny Pinto, która zajęła 3. miejsce.

#### Kariera parlamentarna
W czasie kampanii przed wyborami parlamentarnymi na Łotwie w 2022 roku była kandydatką partii Postępowi na ministra edukacji. W wyborach uzyskała mandat, zostając deputowaną na Sejm 14. kadencji. Podczas pierwszego posiedzenia sejmu została wybrana do jego prezydium na stanowisko zastępcy sekretarza. W Sejmie zasiada w Komisji Edukacji, Kultury i Nauki, Komisji Mandatowej, Etyki i Zgłaszania Wniosków oraz Komisji Zrównoważonego Rozwoju.
Od 12 stycznia 2023 delegatka Łotwy do Rady Bałtyckiej. 20 września 2023 została wybrana wiceprzewodniczącą Sejmu. Dzień później została wiceprzewodniczącą klubu poselskiego Postępowych.
W październiku 2024 roku była jedną z autorek ustawy obniżającej wiek uprawniający do głosowania w wyborach samorządowych do 16 roku życia. Jest jedną z najlepiej opłacanych posłanek Sejmu 14. kadencji.

### Życie prywatne
Mówi płynnie w języku łotewskim i języku angielskim.